# Reisendensicherungsanlage

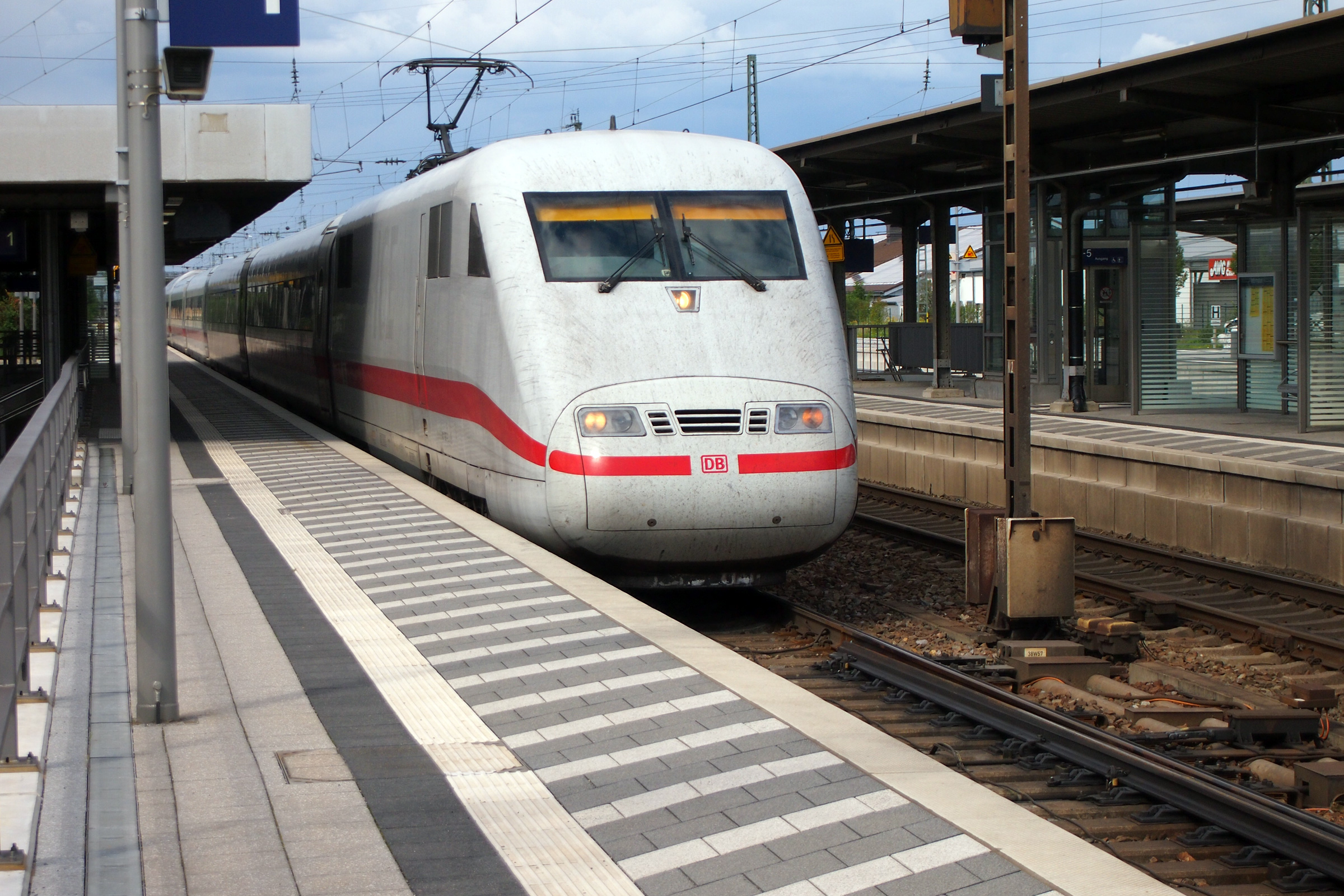
Taktiler Leitstreifen (Strich) mit Schraffur zur Kennzeichnung des in Bahnsteig hineinreichenden Teil des Gefahrenbereichs, der nicht betreten werden soll, an einem mit 200 km/h befahrbaren Bahnsteiggleis.

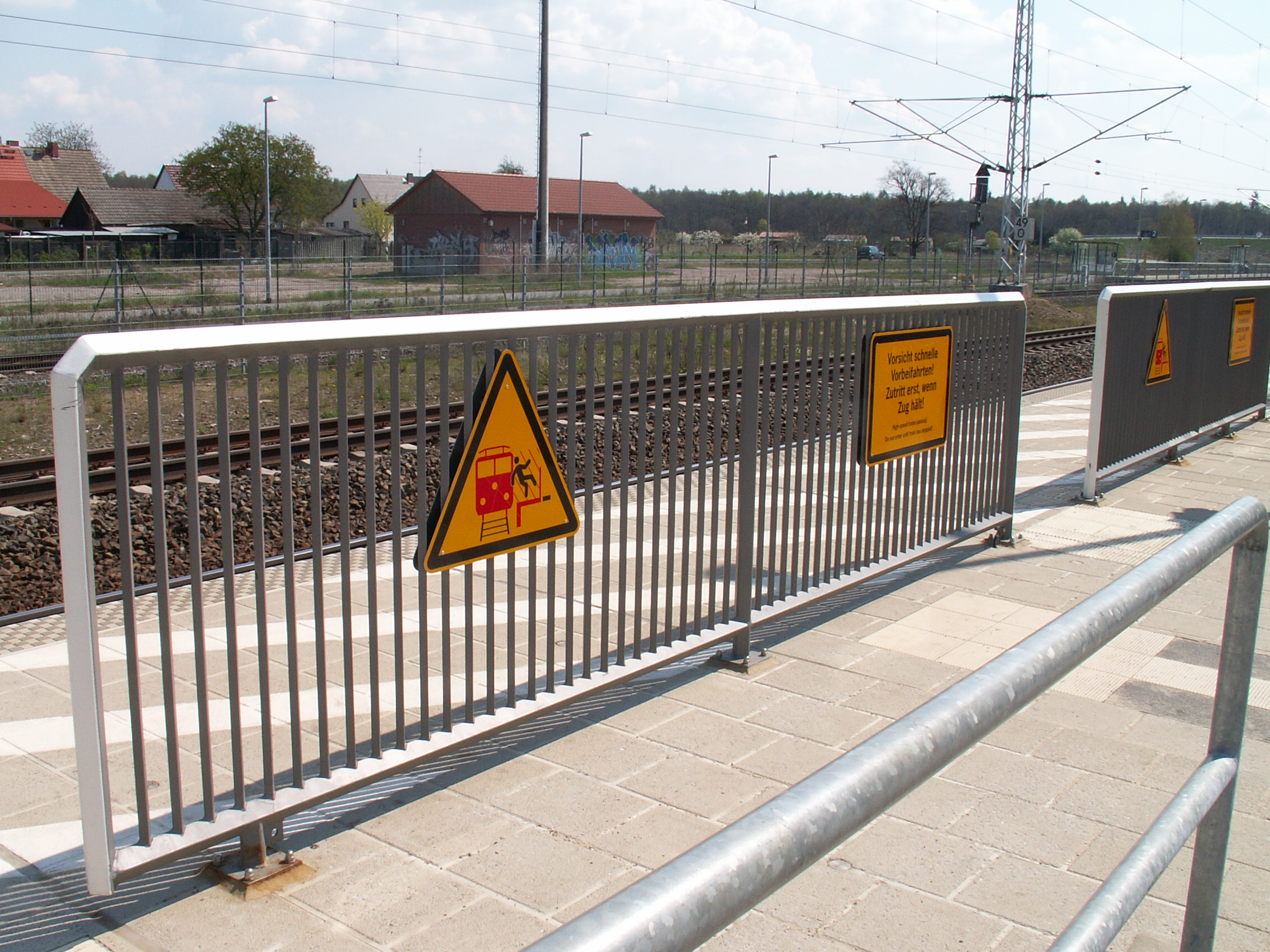
Sperrgitter am Bahnhof Paulinenaue, Schnellfahrstrecke Hamburg–Berlin

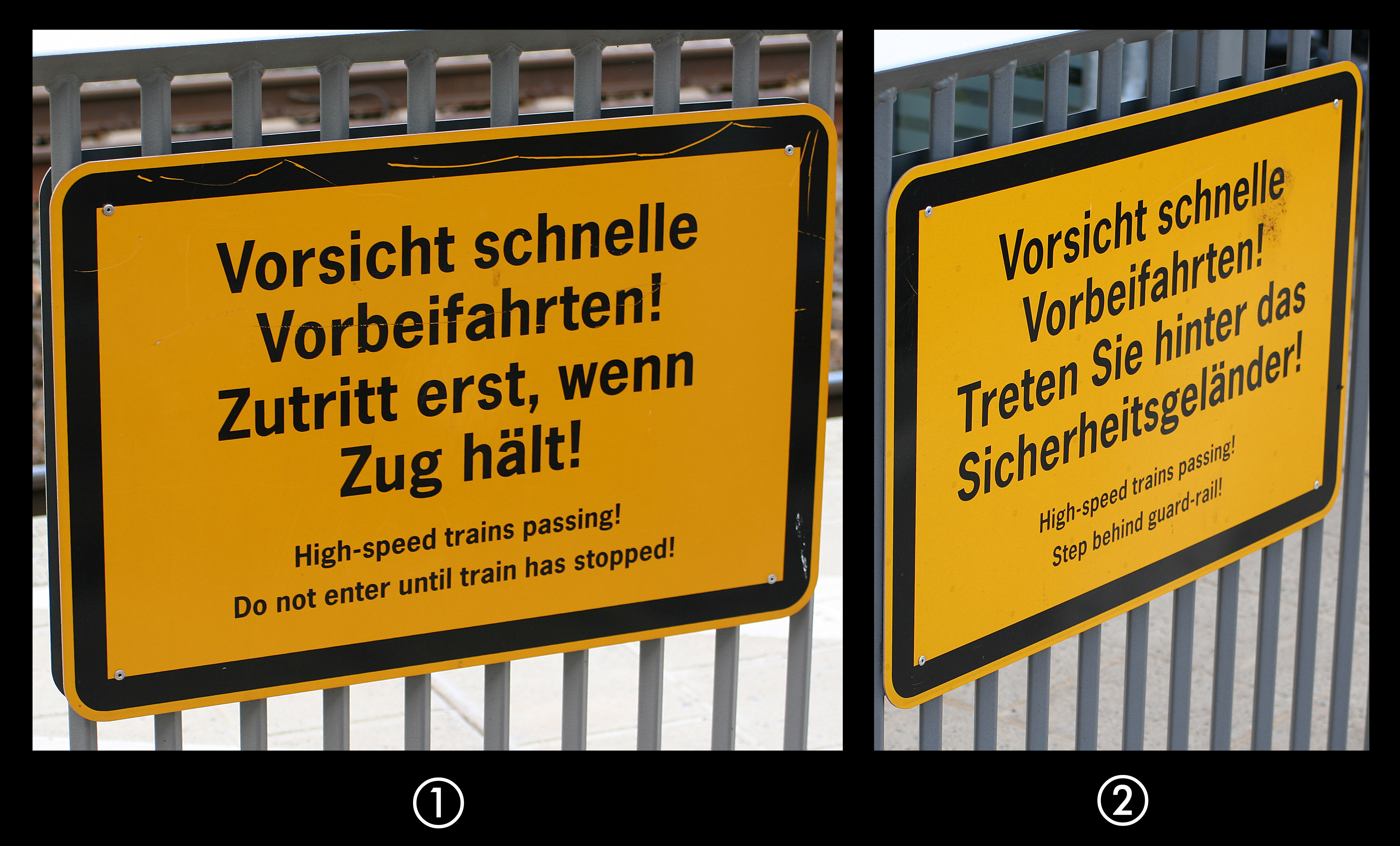
Aufschrift auf den Schildern der Sperrgitter am Bahnhof Paulinenaue

Eine Reisendensicherungsanlage ist eine Vorrichtung, die an Zugangsstellen der Eisenbahn die Gefahren für Personen und insbesondere Reisende durch durchfahrende Züge vermindern soll.
Speziell an den höhengleichen Gleiszugängen oder -übergängen (Reisendenübergänge) gehören dazu Fußgängerschranken oder automatisch betriebene Türen, Tore und Schiebegatter, die eine Benutzung bei bevorstehender Zugdurchfahrt unterbinden sollen.
Weitere Sicherungen sind auf den Bahnsteigen Farbmarkierungen und Abgrenzungsgitter sowie Blinklicht- und Durchsageanlagen, die bei Hochgeschwindigkeitsvorbeifahrten dazu auffordern, den durch den Sog gefährdeten Bahnsteigbereich zu räumen. In Deutschland sieht die Eisenbahn-Bau- und Betriebsordnung in § 13 (3) die Kennzeichnung freizuhaltender Bahnsteigflächen bei einer Geschwindigkeit von mehr als 160 km/h vor, bei mehr als 200 km/h sind Vorkehrungen zu treffen, dass „sich keine Reisenden im Gefahrenbereich auf den Bahnsteigen aufhalten“.
Erstmals kamen solche Gitter in Deutschland auf 19 Bahnhöfen und Haltepunkten der 2004 in Betrieb genommenen Schnellfahrstrecke Berlin–Hamburg zum Einsatz. Mit den im Abstand von 3,70 m ab Gleisachse angeordneten Sicherheitsgeländern wird der Gefahrenbereich freigehalten. Zu den weiteren Maßnahmen zählen Warnschilder, Blindenleiteinrichtungen, Schraffur sowie automatische akustische Reisendenwarnungen. Am 25. Februar 2002 erteilte das Eisenbahn-Bundesamt die Zulassung zur Durchführung der Betriebserprobung.

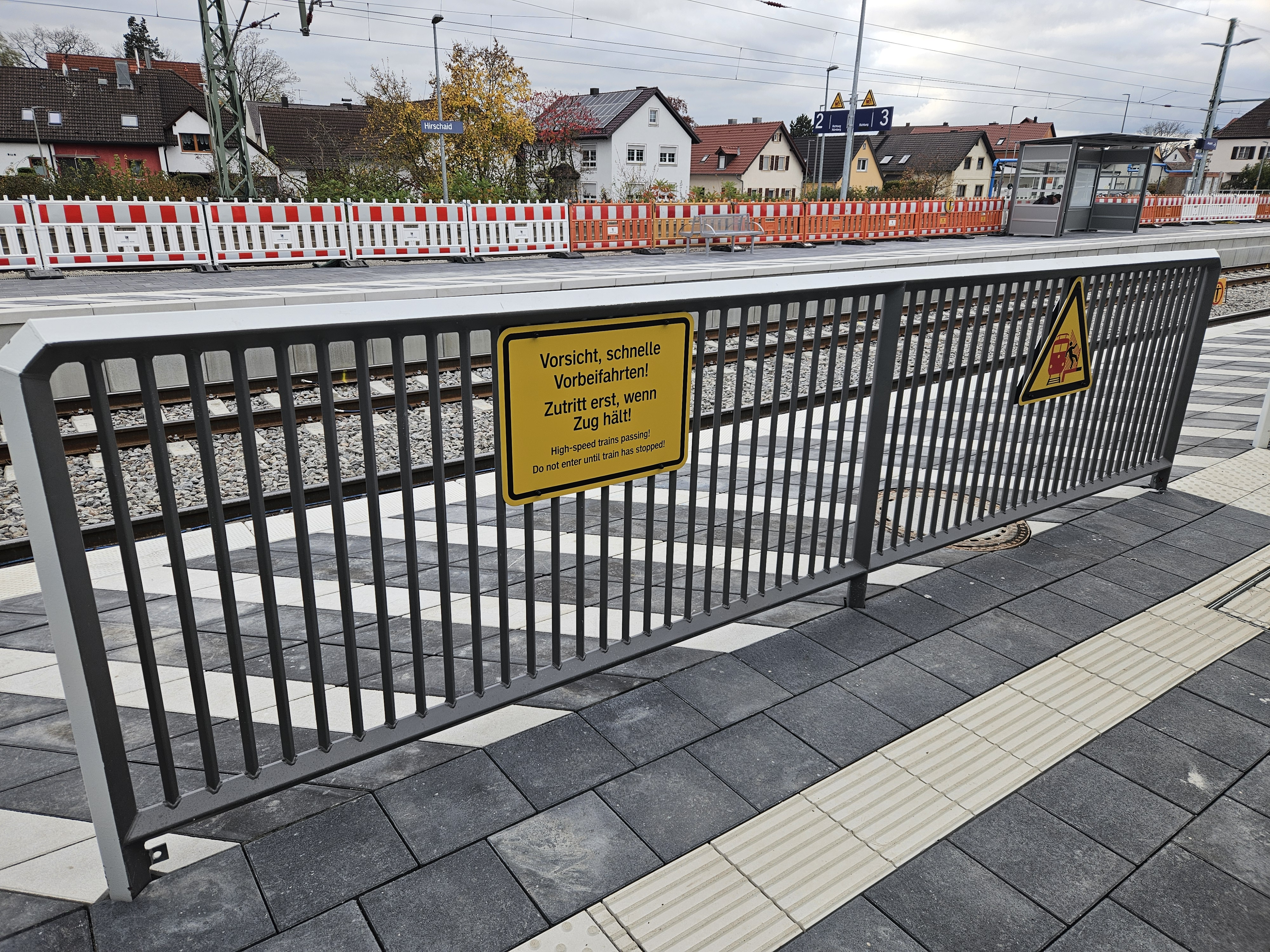
Neues Sperrgitter im Haltepunkt Hirschaid (2024)

Im November 2024 ging an einem zukünftig mit 230 km/h befahrbaren Gleis der Schnellfahrstrecke Nürnberg–Erfurt am Haltepunkt Hirschaid ein weiterer Bahnsteig mit Sperrgittern in Betrieb. Ein weiterer wird 2025 folgen. Aufgrund der noch nicht eingebauten ETCS-Ausrüstung ist die zulässige Geschwindigkeit zunächst auf 160 km/h beschränkt.